# Élisabeth-Paul-Édouard de Rossel
Élisabeth-Paul-Édouard de Rossel, (Sens (Yonne), Francia, 11 de septiembre de 1765 - París, Francia, 20 de noviembre de 1829), astrónomo, militar y marino francés, conocido como chevalier de Rossel (caballero de Rossel). Conocido fundamentalmente por su participación en la Expedición D'Entrecasteaux, que partió en busca de la de La Pérouse, de la que escribió su crónica en 1809, y por el informe que emitió para la Comisión de Faros francesa que estableció en primer plan de iluminación sistemática de la costa francesa con faros equipados con las recientemente inventadas lentes de Fresnel, en 1825.

## Obra
- Voyage de d'Entrecasteaux envoyé à la recherche de Lapérouse, 1809.
- Rapport contenant l'exposition du système adopté par la commission des phares pour éclairer les côtes de France, 1825.